# Jacob Bertrand
Jacob Bertrand, né le 6 mars 2000 à Los Angeles, en Californie, est un acteur américain.

## Filmographie

### Cinéma
- 2008 : House : un garçon
- 2009 : Duress (en) de Jordan Barker : Thomas Wilkins
- 2010 : Comment savoir : un garçon
- 2010 : Mon beau-père et nous : un garçon
- 2011 : De l'eau pour les éléphants : un garçon
- 2011 : Au-delà de l'espoir : un garçon
- 2011 : Judy Moody et son été pas raté : un garçon
- 2011 : Les Schtroumpfs : un garçon
- 2012 : Tooth Fairy 2 : un garçon
- 2012 : Sunset Stories : Danny
- 2012 : L'Étrange Pouvoir de Norman : un habitant de Blithe Hollow
- 2012 : Little Red Wagon : un enfant
- 2012 : Les Cinq Légendes : Monty
- 2013 : Tom and Jerry's Giant Adventure : Jack
- 2014 : The Gambler : le jeune garçon
- 2018 : Ready Player One : le collégien

### Télévision
- 2007 : Mitch Albom's For One More Day : un garçon
- 2010 : Parenthood : un garçon (1 épisode)
- 2010 : Une lueur d'espoir : un enfant
- 2011 : The Cape : Alpha-Kid (1 épisode)
- 2011 : The Middle : Jake (1 épisode)
- 2011 : Homeschooled : Abel (4 épisode)
- 2011 : Parks and Recreation : Darren (1 épisode)
- 2011 : Community : Tinkle Town (1 épisode)
- 2012 : iCarly : Chip Chambers (1 épisode)
- 2012 : La Légende de Korra : Noatak jeune (1 épisode)
- 2012-2013 : Marvin Marvin : Henry Forman (16 épisodes)
- 2013-2015 : Bubble Guppies : Gil (29 épisodes)
- 2016 : Le Swap : Jack Malloy
- 2014-2017 : Kirby Buckets : Kirby Buckets et Kimberly (59 épisodes)
- 2017 : La Garde du Roi lion : Chama (1 épisode)
- 2018–2025 : Cobra Kai : Eli « Hawk » Moskowitz (50 épisodes)